# Michele Zerial
Michele Zerial (Trieste, 9 marzo 1987) è un ex canoista italiano.

## Biografia
Nato nel 1987 a Trieste, ha iniziato a praticare la canoa a 11 anni.
A 21 anni ha partecipato ai Giochi olimpici di Pechino 2008, nel K1 500 m, uscendo in semifinale, arrivando 4º con il tempo di 1'42"931 (andavano in finale i primi 3), dopo aver passato la sua batteria da 3º in 1'36"950.
Nello stesso anno ha vinto l'argento nel K-1 500 m agli Europei sprint di Milano, chiudendo in 1'44"638 dietro al danese Kasper Bleibach.

## Palmarès

### Europei sprint
- 1 medaglia:
  - 1 argento (K-1 500 m a Milano 2008)